# Ciclo di Chanur
Il ciclo di Chanur è una serie di cinque romanzi di fantascienza (che formano tre storie distinte) scritti da C. J. Cherryh e pubblicati dalla DAW Books tra il 1981 e il 1992. Il primo romanzo della serie è L'orgoglio di Chanur (The Pride of Chanur, 1981), che fu tra i candidati ai premi Hugo e Locus nel 1983. È seguito dalla trilogia formata da La sfida di Chanur (Chanur's Venture, 1984), che fu candidato al premio Locus nel 1985; La vendetta di Chanur (The Kif Strike Back, 1985) e Il ritorno di Chanur (Chanur's Homecoming, 1986), e si conclude con L'eredità di Chanur (Chanur's Legacy, 1992). I cinque romanzi sono stati ripubblicati in lingua originale in un'edizione in due volumi: i primi tre in The Chanur Saga nel 2000 e i successivi due in Chanur's Endgame nel 2007.
Una versione abbreviata di The Pride of Chanur fu pubblicata nella rivista Science Fiction Digest nel 1983.

## Il Patto
La serie è ambientata nell'Universo della Lega e della Confederazione, ma in una regione dello spazio sul lato opposto della Terra rispetto a quello in cui si trovano la Lega e la Confederazione. Essa è occupata da sette civiltà che praticano i viaggi spaziali e si sono espanse al di fuori dei loro mondi d'origine, e sono legate da un insieme di trattati nel cosiddetto "Patto". Il Patto non è un'organizzazione politica e non ha alcun governo; esso regola soltanto il commercio e l'accessibilità delle stazioni spaziali da parte di tutte le civiltà che ne fanno parte, lasciando che i rapporti politici e i conflitti siano risolti direttamente dalle civiltà stesse.
Lo spazio umano confina con i territori dei kif e dei knnn, che sono rispettivamente la specie più aggressiva e quella più enigmatica tra quelle del Patto. Il primo contatto con gli umani avviene quando un ambizioso "hakkikt" (principe) kif cattura un'astronave umana in esplorazione. L'unico sopravvissuto umano riesce a fuggire dalla nave kif mentre questa è all'attracco alla stazione di Punto d'Incontro e si rifugia sull'Orgoglio di Chanur, una nave mercantile hani comandata da Pyanfar Chanur. Questo dà l'avvio agli eventi narrati nei primi quattro romanzi della serie.
I romanzi rientrano nel genere della space opera, ma hanno una caratterizzazione insolitamente realistica in cui dominano coercizione, manipolazione, lotte politiche, scontri di orgoglio e di interessi economici, che si mescolano continuamente con incomprensioni e difficoltà di comunicazione tra specie diverse; mentre battaglie tra astronavi e combattimenti hanno un rilievo minore.
Il trattamento realistico delle barriere linguistiche e psicologiche è uno degli aspetti meglio riusciti dei romanzi (specialmente rispetto a quanto di solito si trova in questo genere di opere). Un altro è lo sviluppo dei personaggi, che è strettamente connesso ai rapporti tra le diverse specie. Al crescere dell'esposizione (di solito involontaria) dei personaggi a culture diverse dalla propria, essi sono spinti a indagare altri modi di pensare, e ciò, insieme ai continui disagi causati da situazioni rischiose e problemi economici, li costringe a esplorare a fondo le proprie capacità e personalità. Il "nemico", che inizialmente appare un pericolo incomprensibile e senza volto, si rivela come avversario formidabile ma ammirevole. Le vicende narrate sono una rappresentazione della rottura di barriere mentali, del ritrovarsi in avversità e del sollevarsi al di sopra di futili interessi particolari per occuparsi di strategie globali e raggiungere la grandezza.

## Le specie del Patto

### Specie che respirano ossigeno

#### Hani
Gli hani sono simili a felini, hanno criniera e barba, e pelliccia solitamente di colore rossiccio o bruno fulvo. Le femmine sono di corporatura più piccola degli umani, ma i maschi sono molto più grandi (sostanzialmente per le stesse ragioni per cui lo sono i leoni sulla Terra). Furono scoperti dai mahendo'sat che li misero in grado di viaggiare nello spazio; la maggior parte delle loro tecnologie sono dunque di origine mahen.
Vivono in clan, ciascuno dei quali è autonomo e comprende femmine imparentate, cuccioli e giovani, e un solo maschio adulto che è il signore del clan. Un maschio può impadronirsi di un clan sconfiggendo il signore precedente in combattimento personale. Quasi nessuno dei maschi, tuttavia, è così fortunato. I figli maschi sono espulsi dal proprio clan di origine quando, crescendo, diventano abbastanza forti da costituire una minaccia per il proprio signore, e vivono in esilio tra altri maschi di simile condizione, cercando di perfezionare le loro capacità di combattenti e aspettando l'occasione di sfidare il signore di un clan. Per questa ragione, e perché in base alle convinzioni generali i maschi sono considerati emotivamente instabili e privi di autocontrollo, soltanto le femmine viaggiano nello spazio (almeno finché Pyanfar cambia le regole). Il ruolo del signore come capo del clan è largamente simbolico; alle femmine spetta tutto il lavoro sulle terre del clan e nelle imprese spaziali, e sono esse che sostanzialmente esercitano il potere, anche se nei romanzi compaiono alcuni maschi capaci e intelligenti che si occupano attivamente del mondo intorno a loro.
I clan a volte si associano in anfizionie per la gestione di risorse scarse; la più grande di esse è lo stesso pianeta d'origine degli hani, governato da un consiglio di clan chiamato han, ispirato dai mahen. La politica degli hani è basata sulle tradizioni, e su concetti quali lealtà, onore, faida e impegno solenne.
Una delle lingue hani divenne la base per la lingua pidgin del Patto, perché le altre specie la trovavano facile dal punto di vista grammaticale e fonetico; tuttavia essa non è affatto facile per gli umani. Pianeta natale: Anuurn.

#### Mahendo'sat
I mahendo'sat (al singolare: mahe) sono creature simili a primati dal corto pelo nero o bruno, di dimensioni comparabili o maggiori a quelle degli umani. Sono assai curiosi, innovativi e dediti alla politica. Il sistema politico dei mahendo'sat è basato sul concetto di Personaggio, una figura carismatica dotata di grande credito sociale; il potere di un Personaggio è determinato dal numero dei suoi seguaci, ma un sostenitore può sia indebolire sia rafforzare il suo Personaggio, a seconda se le azioni che compie in nome del Personaggio stesso si dimostrano vantaggiose oppure no. Ad un osservatore esterno può apparire che gli agenti di uno stesso Personaggio mahen perseguano politiche reciprocamente contraddittorie allo stesso tempo (e spesso effettivamente è così). Una peculiarità dei mahendo'sat è la loro scarsa capacità di imparare le lingue delle altre specie; molti di loro non riescono a padroneggiare nemmeno il pidgin degli spaziali del Patto, anche se possono essere molto eloquenti nelle loro numerose lingue. I mahendo'sat sono il "collante" del Patto, e tentano costantemente di conservare l'equilibrio di potere tra le specie in modo che nessuna di esse sia predominante e la pace sia mantenuta. Sono alla costante ricerca di nuove potenze, tra cui ultimamente gli umani, che tentano di introdurre nello spazio del Patto. Pianeta natale: Iji.

#### Stsho
Gli stsho sono esseri esili e sottili, fisicamente fragili, crestati, dalla pelle e dagli occhi bianchi. Sono xenofobi e non aggressivi e basano la loro indipendenza sulla ricchezza, sul commercio e sulle alleanze; sono i creatori delle procedure commerciali e legali del Patto. Di carattere mansueto, sono tuttavia capaci di abili cospirazioni e sono in grado di ingannare tutte le altre specie. Assoldano guardie di altre specie (di solito mahendo'sat) per proteggersi e mantenere l'ordine nelle stazioni. Preferiscono piaceri delicati e colori pastello, si esprimono in uno stile estremamente cerimonioso e politicamente corretto; non combattono fisicamente tra loro e le loro personalità sono soggette a trasformarsi ("fasare") in situazioni di tensione, la qual cosa ha anche conseguenze legali. Hanno tre sessi, indicati con gtst, gtste e gtsto, che possono cambiare quando "fasano". Soltanto i gtst (individui di sesso indeterminato) hanno contatti con le altre specie; i gtste e gtsto (equivalenti di maschio e femmina) normalmente non si espongono a estranei. Esiste inoltre una quarta condizione in cui uno stsho può trovarsi, quella di gtsta, nota anche come santità: essa è uno stato privo di sesso che può essere conseguito da un individuo anziano e dotato di grande onore. Non ammettono nel loro territorio alcuna altra specie che respiri ossigeno. Pianeta natale: Llyene.

#### Kif
I kif sono cacciatori bipedi dalla pelle nuda e rugosa color grigio cenere, dal lungo muso e dall'odore di ammoniaca. Tra le specie del Patto sono quella di maggior statura, snelli, veloci e letali. Sono strettamente predatori e si nutrono esclusivamente di piccoli animali vivi; hanno due dentature, una esterna per addentare e una interna per masticare, e artigli retrattili.
La loro (dis)organizzazione sociale e politica è imperniata su una qualità chiamata "sfik", che combina reputazione, autorità e ferocia. Lo sfik si ottiene con la vittoria in combattimento, o con il possesso di qualcosa di valore, o anche con il rispetto degli altri; i seguaci dotati di forte sfik conferiscono ancora maggiore sfik al loro leader. Un kif che perde sfik ha un'elevata probabilità di essere abbandonato, o addirittura ucciso, dai propri seguaci. Di conseguenza, i kif sono inclini a cambiare schieramento al primo segno di debolezza. Sembrano non avere alcun altro valore morale; sono pirati e cannibali, e le altre specie li considerano generalmente molesti e indesiderabili.
Di tanto in tanto un leader forte riesce ad accumulare tanto sfik da tenere saldamente una base e/o comandare un'intera flotta di astronavi: un tale individuo è chiamato hakkikt (principe). Questi individui sono estremamente sgraditi ai mahendo'sat, che li considerano seri fattori destabilizzanti. Molto di rado, un hakkikt ambizioso e potente può aspirare a diventare mekt-hakkikt (principe supremo), cioè capo di tutti i kif, condizione che nessun kif è mai riuscito a conseguire. Ma gli hakkikt che compaiono successivamente nel ciclo di Chanur diventano via via più potenti, poiché ciascuno di essi accresce la sua forza aggiungendo ai suoi gli alleati del predecessore. Ciò è fonte di grande preoccupazione per le altre specie, soprattutto per i mahendo'sat, loro eterni nemici.
I kif sono molto abili dal punto di vista linguistico. Sono incapaci di vedere i colori; i loro abiti e alloggi hanno generalmente toni di nero e grigio e gli ambienti sono illuminati da lampade al sodio. Identificano le loro apparecchiature mediante combinazioni di punti in rilievo e non per mezzo di colori. Pianeta natale: Akkht.

### Specie che respirano metano

#### Tc'a e Chi
I tc'a sono grossi esseri vermiformi con pelle gialla e cinque occhi, e i chi sono esseri dall'aspetto simile ad artropodi, anch'essi gialli, che si trovano sempre insieme ai t'ca. Fra queste due specie vi è un rapporto che nessuna di quelle che respirano ossigeno è in grado di comprendere, ma che potrebbe essere qualche forma di simbiosi. I t'ca sono potenti e tecnologicamente molto avanzati, ma la comunicazione con loro è assai ardua poiché sono dotati di cervello multipartito e i loro discorsi sono traducibili come complesse matrici di significati interrelati. I t'ca dirigono la porzione ad atmosfera di metano della maggior parte delle stazioni spaziali. I pianeti natali sono Oh'a'o'o'o per i t'ca e Chchchoh per i chi.

#### Knnn
I knnn hanno l'aspetto di grovigli di filamenti neri con molte zampe, e tra le specie del Patto sono la più tecnologicamente avanzata. A differenza di tutte le altre specie, sono in grado di mantenere il pieno controllo delle loro astronavi quando esse si trovano nell'iperspazio, potendo cambiare direzione e destinazione e trasportare altre navi insieme alle loro. Solo i t'ca sono in grado di comunicare con loro (o almeno, così sostengono); per tutte le altre specie i knnn sono incomprensibili e quindi sono considerati pericolosi e da non provocare. I knnn commerciano impossessandosi di ciò che desiderano e lasciando in cambio ciò che valutano come pagamento adeguato; questo è un miglioramento rispetto alla loro precedente abitudine che consisteva nell'appropriarsi di navi mercantili e farle a pezzi. Non è noto quale sia il loro pianeta d'origine.

## La tecnologia del Patto
Le navi spaziali utilizzate nel Patto sono di tre tipi: navette di collegamento tra la superficie dei pianeti e l'orbita, navi minerarie, e navi "da balzo". Quelle dei primi due tipi usano soltanto motori a reazione per la propulsione; le navette possono atterrare sui pianeti, mentre le navi minerarie e quelle da balzo possono attraccare solo su stazioni spaziali. Solo le navi da balzo sono in grado di superare le distanze interstellari per mezzo della propulsione a balzo; sono anche i più veloci mezzi di trasporto all'interno dei sistemi stellari poiché possono spostarsi anche a velocità inferiori a quella della luce senza eseguire un balzo. La maggior parte delle navi da balzo sono adibite a trasporti e commercio, ma alcune sono navi da caccia dotate di armi pesanti. Le navi da balzo in uso nel Patto non entrano propriamente nell'iperspazio; esse puntano a una stella e "scivolano" lungo la cosiddetta "interfaccia" tra spazio ordinario e iperspazio finché la massa della stella che è la destinazione finale del balzo le attrae, riportandole nello spazio ordinario. All'uscita hanno la velocità della luce, che devono ridurre usando la stessa propulsione a balzo; una nave che non sia in grado di farlo è destinata a perdersi nello spazio o ad essere distrutta, e pone grandi rischi per gli oggetti circostanti. Vi è un limite alla distanza percorribile con un singolo balzo, che dipende dalla potenza del motore della nave e dalla sua massa; una nave che tenta di eseguire un balzo eccessivamente lungo può "svanire" e non riuscire più a rientrare nello spazio ordinario. Un balzo richiede parecchie settimane o mesi di tempo oggettivo. L'equipaggio della nave percepisce il tempo richiesto dal balzo come ore o giorni; il balzo tende a sfinire il corpo, che all'uscita ha bisogno di nutrimento immediato e di riposo. Gli hani e i mahendo'sat restano solo marginalmente coscienti durante il balzo, e di solito sognano. Gli stsho sopravvivono al balzo solo se narcotizzati; gli umani possono sopravvivere anche senza essere narcotizzati, ma in questo caso vivono il balzo come un'esperienza estremamente sgradevole. Non è noto come le altre specie sperimentino il balzo, ma sembra che i kif mantengano le loro facoltà più degli hani.
Le navi e le stazioni spaziali comunicano via radio, ma l'intervallo di tempo necessario e il ritardo che provoca causano difficoltà. Per rimediare almeno in parte, nei sistemi con traffico rilevante esistono delle "boe" collocate vicino ai punti di balzo che forniscono alle navi in arrivo un quadro delle navi presenti nel sistema, informazioni sul traffico e anche posta.
Tutte le stazioni spaziali hanno la forma di un'enorme ciambella in rotazione; questa serve per creare la gravità all'interno della stazione (nel Patto non è nota alcuna altra tecnologia con cui si possa farlo). Questo rende difficile l'attracco, poiché le astronavi devono muoversi in perfetta sincronia con la rotazione della stazione per potersi ancorare lungo il perimetro. Una nave all'attracco è fermamente agganciata alla stazione tramite i propri rampini e quelli della stazione; la nave può sganciarsi forzatamente, ma ciò provoca danni alla stazione ed è considerato un reato. Le navi minerarie e cisterna attraccano al mozzo centrale per il carico e scarico dei materiali. I trasporti all'interno della stazione avvengono principalmente con carri merci di ogni dimensione, ma molte persone si spostano anche a piedi.
Le caratteristiche delle astronavi variano da specie a specie; le navi di quelle che respirano metano, a quelle che respirano ossigeno appaiono strutturate in modo confuso e disordinato. Tutte le navi costruite per i viaggi interstellari hanno "pale" composte di pannelli modulari, che generano la "bolla iperspaziale" necessaria per attraversare l'interfaccia. Ad esempio l'Orgoglio di Chanur ha a prua i rampini per l'attracco; segue la parte abitabile con il ponte di comando, montata su una struttura circolare che ruota durante il volo inerziale per simulare la gravità; poi vengono le stive pressurizzata e "fredda" con gli alloggiamenti per i fusti che contengono le merci, gli apparati per il carico e scarico e un portello di accesso; poi il sistema per la propulsione a balzo, con tre pale su colonne di sostegno con montanti in filo metallico; e infine il motore principale per il volo balistico. Le navi da caccia hanno meno spazio per il carico, più armamenti e alloggi per l'equipaggio, e spesso hanno stive separabili.
Le navi sono armate con laser, cannoni automatici e batterie di missili; tra le armi personali vi sono pistole normali e a raggi, e altre che sparano proiettili esplosivi (in modo simile a un piccolo lanciagranate), oltre a coltelli. Gli hani e i kif, che sono predatori, hanno anche artigli retrattili e denti aguzzi. I mahendo'sat hanno robuste unghie non retrattili che servono loro per scopi pratici, ma l'uso di esse in combattimento è considerato segno di follia nella loro cultura.

## Riassunti delle trame

### L'orgoglio di Chanur
La pace e la stabilità economica del Patto sono minacciate quando un intruso, un umano di nome Tully, fa la sua comparsa alla stazione di Punto d'Incontro. Dopo essere riuscito a fuggire dai kif, egli, ferito, si rifugia sulla nave mercantile hani Orgoglio di Chanur, capitanata da Pyanfar Chanur. Pyanfar si rifiuta di riconsegnare Tully ai kif capeggiati da Akkukkak, che, offesi e infuriati, attaccano gli hani. I kif avevano incontrato e catturato la nave di Tully nel loro territorio, e avevano tentato di costringere con la violenza i prigionieri umani a produrre dei nastri per la traduzione, in modo da poter comunicare con loro. Tully era l'unico sopravvissuto. Soccorso e ospitato sull'Orgoglio, Tully produce un nastro traduttore per gli hani, che lo cedono ai mahendo'sat in cambio di protezione dai kif. Questi danno la caccia agli hani fino al loro pianeta d'origine Anuurn, ma i mahendo'sat intervengono e gli imprevedibili knnn si impossessano delle navi kif di Akkukkak e le trasportano fuori dallo spazio hani; ma vi portano anche una nave umana, ''Ulisse", e Tully può così riunirsi alla sua specie.

#### Personaggi principali
- Pyanfar Chanur (hani): capitana dell'Orgoglio di Chanur
- Hilfy Chanur (hani): giovane nipote di Pyanfar, membro dell'equipaggio dell'Orgoglio di Chanur
- Tully (umano): fuggiasco dai kif, poi membro dell'equipaggio dell'Orgoglio di Chanur
- Ana Ismehanan-min detto Dente d'Oro (mahendo'sat): capitano della Mahijiru e agente del governo mahen
- Akukkakk (kif): hakkikt e capitano della Hinukku

### La sfida di Chanur/La vendetta di Chanur/Il ritorno di Chanur
Due anni dopo, Pyanfar Chanur torna alla stazione Punto d'Incontro con l'Orgoglio e vi ritrova Dente d'Oro e Tully; Dente d'Oro convince Pyanfar a prendere Tully con sé e portarlo nello spazio mahen, poiché i kif gli stanno dando la caccia. I mahendo'sat hanno portato Tully dallo spazio umano e si stanno preparando ad accogliere una flotta umana per iniziare il commercio con loro. Ma i kif e gli stsho si oppongono a ogni presenza umana all'interno del Patto per timore di perdere la loro posizione e influenza. Inoltre tra i kif si è sviluppata una lotta di potere tra due hakkikt, Akkhtimakt e Sikkukkut, che ambiscono entrambi alla posizione di mekt-hakkikt. Sikkukkut trascina la riluttante Pyanfar nella lotta, e i rapporti che essa è costretta a intrattenere con i kif la pongono in contrasto con l'han, rappresentato dalla nave Vigilanza del clan Ehrran. Il conflitto tra i kif raggiunge lo spazio hani e minaccia Anuurn, mettendo a rischio la specie stessa, ma Dente d'Oro e la flotta umana giungono nel sistema ed entrambi gli hakkikt sono sconfitti. Una piccola delegazione di navi del Patto parte con le navi umane per esplorare le possibilità di commercio. Pyanfar offre a Tully la possibilità di tornare tra gli umani, ma egli preferisce continuare a far parte dell'equipaggio dell'Orgoglio.

#### Personaggi principali
- Pyanfar Chanur (hani): capitana dell'Orgoglio di Chanur
- Khym Mahn (hani): marito di Pyanfar, signore spodestato del clan Mahn, preso a bordo dell'Orgoglio di Chanur
- Hilfy Chanur (hani): giovane nipote di Pyanfar, membro dell'equipaggio dell'Orgoglio di Chanur
- Tully (umano): membro dell'equipaggio dell'Orgoglio di Chanur
- Ana Ismehanan-min detto Dente d'Oro (mahendo'sat): capitano della Mahijiru e agente del governo mahen
- Keia Nomesteturjai detto Jik (mahendo'sat): capitano della Aja Jin e agente del governo mahen
- Akkhtimakt (kif): hakkikt e capitano della Kahakt
- Sikkukkut an Nikktukktin (kif): hakkikt e capitano della Harukk
- Stle-stles-stlen (stsho): direttore della stazione Punto d'Incontro

### L'eredità di Chanur
Il Patto è in pace, grazie a un trattato concluso con la mediazione di Pyanfar, che inoltre è stata scelta come Presidente dello spazio del Patto. Otto anni più tardi, Hilfy Chanur, nipote di Pyanfar e già membro dell'equipaggio dell'Orgoglio, è capitana della sua astronave, l'Eredità di Chanur. Hilfy giunge alla stazione Punto d'Incontro e viene convocata dal direttore della stazione, lo stsho No'shto-shti-stlen, che le offre un ricco contratto per il trasporto di un oji, un prezioso oggetto cerimoniale, che deve essere consegnato ad Atli-lyen-tlas, l'ambasciatore stsho a Urtur. Hilfy, dopo qualche esitazione e non rendendosi conto dei problemi che l'aspettano, accetta il contratto e prende a bordo l'oji e il suo custode stsho Tlisi-tlas-tin. I problemi per l'Eredità cominciano quando, giunta a Urtur, non vi trova Atli-lyen-tlas. Una fazione mahen capeggiata dal Personaggio Paehisna-ma-to, che molti mahendo'sat credono essere in possesso del "Momentum" (una forza mistica), vuole impossessarsi dell'oji e dell'ambasciatore stsho, minacciando la stabilità del Patto. Vikktakkht, un hakkikt kif, salva Atli-lyen-tlas e offre rifugio a gtst in territorio kif, e convince Hilfy a venire a prenderlo. Hilfy, anche per tener fede al contratto, raggiunge Kefk, dove si trova Atli-lyen-tlas, ma scopre che gtst, a causa della tensione e dell'età avanzata, si è trasformato in gtsta, o neutro, è come tale non è più in grado di ricevere l'oji, che si scopre rappresentare una proposta di matrimonio da parte di No'shto-shti-stlen. Con l'aiuto di Vikktakkht, Hilfy torna a Punto d'Incontro, che è caduta sotto il controllo della fazione mahen di Paehisna-ma-to, libera No'shto-shti-stlen e consegna a gtst Atli-lyen-tlas e l''oji, concludendo così un complesso contratto di matrimonio con riflessi politici. I mahendo'sat sono cacciati da Punto d'Incontro, il cui controllo è restituito agli stsho.

#### Personaggi principali
- Hilfy Chanur (hani): nipote di Pyanfar Chanur e capitana dell' Eredità di Chanur
- Hallan Meras (hani): giovane maschio hani abbandonato a Punto d'Incontro e preso a bordo dell' Eredità di Chanur
- Tahaisimandi Ana-kehnandian detto Haisi (mahendo'sat): capitano della Ha'domaren e agente di Paehisna-ma-to
- No'shto-shti-stlen (stsho): direttore della stazione Punto d'Incontro
- Tlisi-tlas-tin (stsho): assistente di No'shto-shti-stlen e custode dell'oji a bordo dell' Eredità di Chanur
- Atli-lyen-tlas (stsho): ambasciatore stsho a Urtur e destinatario dell'oji
- Vikktakkht an Nikkatu (kif): hakkikt e capitano della Tiraskhi

## Collegamenti con altre opere di C.J. Cherryh
In Cyteen sono presenti diversi riferimenti agli eventi del ciclo di Chanur, sia in dialoghi e dichiarazioni dei personaggi, sia nei documenti pseudo-storici inseriti tra un capitolo e l'altro. Da essi si ricava che le autorità della Terra, preoccupate dallo scarso successo dei contatti con il Patto e impossibilitate ad espandersi in quella direzione, cercarono di riprendere i rapporti con la Lega e la Confederazione. In particolare si sforzarono di migliorare i rapporti con la Confederazione per evitare che tutto il commercio interstellare della Terra fosse controllato dalla più vicina Lega. Nell'ambito di questa collaborazione, la Terra cedette alla Confederazione informazioni e campioni di materiale genetico per salvaguardarli da una possibile estinzione, e la Confederazione in cambio fornì tecnologie di terraformazione destinate a rendere abitabile Marte e a riparare i danni ecologici sulla Terra.

## Edizioni
- The Pride of Chanur, DAW Books, 1981.
- Chanur's Venture, DAW Books, 1984.
- The Kif Strike Back, DAW Books, 1985.
- Chanur's Homecoming, DAW Books, 1986.
- Chanur's Legacy, DAW Books, 1992.
- The Chanur Saga (Omnibus), DAW Books, 2000.
- Chanur's Endgame (Omnibus), DAW Books, 2007.

### Traduzioni italiane
- L'orgoglio di Chanur, traduzione di Sandro Sandrelli e Gianpaolo Cossato, Editrice Nord, 1985. ISBN 88-429-0159-8
- La sfida di Chanur, traduzione di Gianluigi Zuddas, Editrice Nord, 1993. ISBN 88-429-0238-1
- La vendetta di Chanur, traduzione di Gianluigi Zuddas, Editrice Nord, 1993. ISBN 88-429-0748-0
- Il ritorno di Chanur, traduzione di Gianluigi Zuddas, Editrice Nord, 1994. ISBN 88-429-0780-4
- L'eredità di Chanur, traduzione di Gianluigi Zuddas, Editrice Nord, 1995. ISBN 88-429-0820-7